# Banca Nazionale dell’Agricoltura
Die Banca Nazionale dell’Agricoltura oder BNA (deutsch: Nationale Landwirtschaftsbank) war eine Bank, die von 1921 bis 1996 existierte.

## Geschichte
Die Bank wurde 1921 in Mailand von Giovanni Armenise gegründet. 1935 wurde der Sitz nach Rom verlegt. Danach fusionierte die BNA mit der Banca Antoniana Popolare Veneta, später wurde die Banca Antonveneta übernommen.